# Нікос Какаунакіс
Нікос Какаунакіс (червень 1938 — 30 грудня 2009) — грецький журналіст.

## Біографія
Народився у невеличкому селищі Кастеллі у номі Ханья. Батько під час окупації був страчений німцями, тому Нікос мав з раннього дитинства працювати, аби допомогти матері та молодшим сестрам та братам. Середню освіту здобув у церковній школі.
Працював у політичному бюро Ханьї, у справах познайомився із впливовим грецьким видавцем та меценатом Христосом Ламбракісом. Останній запропонував працювати у своєї газеті «То Віма», саме у ній Нікос Какаунакіс зробив свої перші кроки у журналістиці. 1965 року.
Какаунакіс активно захищав свою громадську позицію, виступаючи проти режиму полковників. Після падіння хунти Какаунакіс був уже відомим журналістом. 1986 року випускав свою власну газету. Кілька років працював на радіо FLASH, телеканалах Alter, Mega та Альфа.
2009 року Какаунакісу був госпіталізований із діагнозом рак, помер у лікарні 30 грудня 2009 року.